# Combinata nordică
Combinata nordică este un sport de iarnă în care sportivii combină săriturile cu schiurile și schiul fond.

## Istorie
- Acest sport își are originea în Norvegia.
- Prima mare competiție s-a desfășurat în 1892 la Oslo, Norvegia la Festivalul de schi Holmenkollen.
- Combinata nordică a fost unul dintre primele sporturi incluse în programul Jocurilor Olimpice de Iarnă.
- În 1952, pentru creșterea spectaculozității acestui sport, a fost schimbată ordinea celor două probe ale combinatei, săriturile fiind primele, urmate de schiul fond.
- Pînă acum, combinata nordică a rămas un sport exclusiv masculin.
- În mod tradițional, sportivii din Norvegia se află în topul acestei discipline dar și sportivii din Finlanda, Germania, Austria și Japonia.

## Regulament
- Ceea ce contează este lungimea, stilul și eleganța săriturilor, apoi efortul schiului fond.
- Programul olimpic cuprinde 3 probe, două individuale și una pe echipe.